# Dinastija Wettin
Dinastija Wettin (njem. Die Wettiner) je njemačka vladarska obitelj koja je u prošlosti vladala Saskom, Saskom-Anhalt i Tiringijom. Pripadnici i potomci pobočnih grana obitelji vladali su i Bugarskom (1887. – 1946.), Poljskom (s prekidom 1696. – 1763.) i Portugalom (1837. – 1910.), a danas su na vlasti u Belgiji (od 1831.) i Velikoj Britaniji (od 1901.).

## Povijest

### Podrijetlo i uspon dinastije
Najraniji predstavnici dinastiji djelovali su još početkom 10. stoljeća i aktivno su sudjelovali u borbama protiv Slavena i pomicanju njemačkog državnog teritorija na istok. Prvi povijesno dokumentirani član obitelji bio je grof Dietrich I. († o. 982.). Njegov potomak Thimo izgradio je dvorac Wettin, dok je njegovom sinu Konradu 1089. godine car Henrik IV. udijelio titulu markgrofa od Meissena.
Godine 1194. Konradov unuk Dietrich († 1221.) oženio se Jutom († 1235.), kćerkom i baštinicom grofa Hermanna od Tiringije, čime su Wettinovci 1263. godine došli u posjed pokrajine Tiringije. Daljnji uspon obitelji zabilježen je 1423. godine kada su postali knezovima Saske-Wittenberga i knezovima-izbornicima Saske u Svetom Rimskom Carstvu.

### Ernestinska i albertinska loza
Poslije smrti Fridrika II. († 1464.), saskog kneza-izbornika, posjede dinastije Wettin nasljedili su njegovi sinovi Ernest i Albert III., koji su isprva vladali zajedno, ali su sporazumom iz Leipziga 1485. godine podijelili posjede među sobom. Stariji brat Ernest naslijedio je položaj saskog kneza-izbornika, Wittenberg, Tiringiju i Vogtland, dok je mlađem bratu Albertu pripala markgrofovija Meissen, a zadržao je i titulu saskog vojvode.
Starija ernestinska loza imala je važnu ulogu u njemačkoj povijesti do 1547. godine kada je izgubila naslov saskih knezova izbornika, koji je prešao na albertinsku lozu. Ernestinska loza podijelila se na sedam pobočnih linija (Coburg, Gotha, Meiningen, Eisenberg, Römhild, Hildburghausen i Saalfeld).
Predstavnici mlađe albertinske loze vladali su kao saski elektori (1547. – 1806.) i kraljevi (1806. – 1918.), a obnašali su vlast kraljeva u Poljskoj (1697. – 1704. i 1709. – 1763.) te vojvoda u Varšavskom vojvodstvu (1807. – 1814.).

## Dinastija Sachsen-Coburg-Gotha
Dinastija Sachsen-Coburg-Gotha pripada ernestinskoj lozi obitelji Wettin. Lozu je utemeljio Ernest III., vojvoda Sachsen-Coburg-Saalfelda koji je 1826. godine postao prvi vojvoda Sachsen-Coburg-Gothe. Ova je loza vladala na području Njemačke i u više europskih država.
Ernestov mlađi brat Leopold izabran je 1831. za belgijskog kralja, dok je njegova jedina kći Carlota bila supruga meksičkog cara Maksimilijana I. Habsburga. Ernestov mlađi sin, Albert oženio je britansku kraljicu Viktoriju 1840. godine, te njegov ogranak dinastije vlada Velikom Britanijom od 1901. godine. Tijekom Prvog svjetskog rata (1914. – 1918.), dinastija je promijenila ime u Windsor. Budući da se kraljica Elizabeta II. udala za princa Philipa od Edinburgha iz dinastije Schleswig-Holstein-Sonderburg-Glücksburg, princ Charles i njegovi sinovi zapravo su nasljednici te dinastije, iako će se vjerojatno zadržati naziv dinastija Windsor ili Mountbatten-Windsor (Mountbatten je anglizirani oblik njemačkog prezimena Battenberg, obitelji Filipove bake).
Ernestov nećak Ferdinand oženio je portugalsku kraljicu Mariju II. i njegovi su potomci vladali zemljom do 1910. godine kad je uspostavljena republika. Nadalje, jedan ogranak obitelji, na čelu s Ferdinandom, naslijedio je 1887. bugarsko prijestolje na kojem su se zadržali do 1946. godine.